# Thecla porthura
Thecla porthura är en fjärilsart som beskrevs av Druce 1907. Thecla porthura ingår i släktet Thecla och familjen juvelvingar. Inga underarter finns listade i Catalogue of Life.